# Psaliodes detractata
Psaliodes detractata är en fjärilsart som beskrevs av Walker 1862. Psaliodes detractata ingår i släktet Psaliodes och familjen mätare. Inga underarter finns listade i Catalogue of Life.